# Lysette Anthony
Lysette Anthony (* 26. September 1963 in London als Lysette Chodzko) ist eine britische Schauspielerin.
Lysette Anthony ist die Tochter eines Schauspielerehepaars und war als Einjährige in der britischen Fernsehserie Crossroads zu sehen. Mit 10 Jahren trat sie erstmals im Cambridge Theater auf der Bühne auf und hatte in der nachfolgenden Zeit mehrere Theaterauftritte, u. a. auch in der erfolgreichen West-End-Komödie The New Statesman. Im Alter von 16 Jahren erschien sie 1980 erstmals als Model für den bekannten Fotografen David Bailey, der sie als „das Gesicht der 1980er“ ausrief. Nach einer erfolgreichen zeitweisen Tätigkeit als Model und einigen Auftritten in verschiedenen Fernsehproduktionen gelang ihr 1983 mit der Hauptrolle der Prinzessin Lyssa in der englischen Filmproduktion Krull der internationale Durchbruch. Seit Mitte der 1990er-Jahre ist Anthony auch als Filmproduzentin tätig. Sie ist auch in mehreren Musikvideos zu sehen, bekannt ist dabei vor allem ihr Auftritt in Anton Corbijns Video zu dem Song I Feel You der englischen Synthie-Pop-Gruppe Depeche Mode.
Anthony war von 1991 bis 1995 mit dem Maler und Schauspieler Luc Leestemaker sowie von 1999 bis 2003 mit dem Regisseur, Produzenten und Schauspieler David Price verheiratet.

## Filmografie (Auswahl)
- 1982: Ivanhoe (Fernsehfilm)
- 1983: Krull
- 1987: Des Kaisers neue Kleider (The Emperor’s New Clothes)
- 1988: Jack the Ripper – Das Ungeheuer von London (Jack the Ripper) (Fernsehfilm)
- 1988: Genie und Schnauze (Without A Clue)
- 1988: Barbara Cartland: Gefährdete Liebe – Das Geheimnis um Silver Blade
- 1991: Switch – Die Frau im Manne (Switch)
- 1992: Ehemänner und Ehefrauen (Husbands and Wives)
- 1993: Pesthauch des Bösen (The Hour of the Pig)
- 1994: Kuck mal, wer da jetzt spricht (Look Who’s Talking Now)
- 1995: Dr. Jekyll und Ms. Hyde (Dr. Jekyll and Ms. Hyde)
- 1996: Dracula – Tot aber glücklich (Dracula: Dead and Loving it)
- 1997: Robinson Crusoe
- 1998: Insemination – Wiege des Grauens (Misbegotten)
- 1998: Talos – Die Mumie (Tale of the Mummy)
- 1999: Raven – Die Unsterbliche (Highlander: The Raven, Fernsehserie, Folge 1x14: Der Einzelgänger)
- 2003–2004: The Bill (Fernsehserie, 16 Folgen)
- 2004: Agatha Christie’s Poirot TV-Serie Folge 53 (Staffel 9/Episode 4) Das Eulenhaus (The Hollow)
- 2007, 2009: Casualty (Fernsehserie, 2 Folgen)
- 2007–2015: Doctors (Fernsehserie, 4 Folgen)